# Komisariat Straży Granicznej „Lipiny”
Komisariat Straży Granicznej „Lipiny” – jednostka organizacyjna Straży Granicznej pełniąca służbę ochronną na granicy polsko-niemieckiej w latach 1928–1939.

## Geneza
Na wniosek Ministerstwa Skarbu, uchwałą z 10 marca 1920, powołano do życia Straż Celną. Proces tworzenia Straży Celnej trwał do końca 1922. 
Komisariat Straży Celnej „Orzegów”, wraz ze swoimi placówkami granicznymi, wszedł w podporządkowanie Inspektoratu Straży Celnej „Tarnowskie Góry”.
W drugiej połowie 1927 przystąpiono do gruntownej reorganizacji Straży Celnej. W praktyce skutkowało to rozwiązaniem tej formacji granicznej. Rozporządzeniem Prezydenta Rzeczypospolitej Polskiej Ignacego Mościckiego z 22 marca 1928 roku w jej miejsce powoływano z dniem 2 kwietnia 1928 roku Straż Graniczną.
Rozkazem nr 4 z 30 kwietnia 1928 w sprawie organizacji Śląskiego Inspektoratu Okręgowego dowódca Straży Granicznej gen. bryg. Stefan Pasławski powołał komisariat Straży Granicznej „Lipiny”, który przejął ochronę granicy od rozwiązywanego komisariatu Straży Celnej.

## Formowanie i zmiany organizacyjne
Rozkazem nr 4 z 30 kwietnia 1928 w sprawie organizacji Śląskiego Inspektoratu Okręgowego dowódca Straży Granicznej gen. bryg. Stefan Pasławski przydzielił komisariat „Lipiny” do Inspektoratu Granicznego nr 15 „Królewska Huta” i określił jego strukturę organizacyjną. 
Rozkazem nr 10 z 5 listopada 1929 w sprawie reorganizacji Śląskiego Inspektoratu Okręgowego komendant Straży Granicznej płk Jan Jur-Gorzechowski określił numer i nową strukturę komisariatu. 
Rozkazem nr 2 z 24 sierpnia 1933 w sprawach zmian etatowych, przydziałów oraz utworzenia placówek', komendant Straży Granicznej płk Jan Jur-Gorzechowski nakazał utworzyć placówkę I linii „Zgorzelec”.
Rozkazem nr 1 z 29 stycznia 1934 w sprawach [...] zmian przydziałów, komendant Straży Granicznej płk Jan Jur-Gorzechowski wyłączył placówkę I linii „Karol Emanuel” z komisariatu Straży Granicznej „Lipiny” i włączył w skład komisariatu Straży Granicznej „Nowa Wieś”.

## Służba graniczna
Sąsiednie komisariaty:
- komisariat Straży Granicznej „Kamień” ⇔ komisariat Straży Granicznej „Paniówki” − 1928
- komisariat Straży Granicznej „Kamień” ⇔ komisariat Straży Granicznej „Bielszowice” − listopad 1929

## Funkcjonariusze komisariatu
| Kierownicy/komendanci komisariatu | Kierownicy/komendanci komisariatu | Kierownicy/komendanci komisariatu | Kierownicy/komendanci komisariatu   |
| stopień                           | imię i nazwisko                   | okres pełnienia służby            | kolejne stanowisko                  |
| --------------------------------- | --------------------------------- | --------------------------------- | ----------------------------------- |
| komisarz SC                       | Marcin Stanisz                    | 1928 – 1929                       | do CS SG                            |
| komisarz                          | Wacław Michałowski                | 28 VI 1929 – 29 XI 1929           | kierownik komisariatu „Kolno”       |
| podkomisarz                       | Józef Nawrot                      | 29 XI 1929 – 3 VII 1930           | kierownik komisariatu „Bielszowice” |
| komisarz                          | Emil Rogalski                     | 1 VI 1930 – 15 X 1930             | kierownik komisariatu „Gdynia”      |
| podkomisarz                       | Józef Jakubiec                    | 15 X 1930 – 17 III 1932           | do dyspozycji                       |
| podkomisarz                       | Karol Doczkał                     | 17 III 1932 – 1933                | kierownik komisariatu „Czarnków”    |
| podkomisarz                       | Włodzimierz Kozak                 | p.o. 16 VI 1933 –                 |                                     |
| komisarz                          | Aleksander Dzierżek               | 7 XI 1933 – był XI 1937           |                                     |
| Zastępcy komendanta komisariatu   |                                   |                                   |                                     |
| starszy strażnik                  | Kazimierz Pelc                    | 1 V 1939 –                        |                                     |

## Struktura organizacyjna
Organizacja komisariatu w kwietniu 1928:
- komenda − Lipiny
- placówka Straży Granicznej I linii „Łagiewniki”
- placówka Straży Granicznej I linii „Orzegów”
- placówka Straży Granicznej I linii „Ruda”
- placówka Straży Granicznej I linii „Karol Emanuel”
- placówka Straży Granicznej II linii „Chorzów Dworzec”
- placówka Straży Granicznej II linii „Lipiny”
- placówka Straży Granicznej II linii „Chebzie”
- placówka Straży Granicznej II linii „Królewska Huta”

Organizacja komisariatu w listopadzie 1929:
- 2/15 komenda − Lipiny
- placówka Straży Granicznej I linii „Łagiewniki”
- placówka Straży Granicznej I linii „Orzegów”
- placówka Straży Granicznej I linii „Ruda”[a]
- placówka Straży Granicznej I linii „Rudzka Kuźnica”
- placówka Straży Granicznej I linii „Karol Emanuel” → w 1934 przeniesiono do komisariatu „Nowa Wieś”
- placówka Straży Granicznej I linii „Lipiny”
- placówka Straży Granicznej II linii „Królewska Huta” (potem Chorzów)
- placówka Straży Granicznej II linii „Katowice”

Organizacja komisariatu w 1936
- komenda − Lipiny
- placówka Straży Granicznej I linii „Łagiewniki”
- placówka Straży Granicznej I linii „Zgorzelec”
- placówka Straży Granicznej I linii „Orzegów”
- placówka Straży Granicznej I linii „Ruda”
- placówka Straży Granicznej I linii „Lipiny”
- placówka Straży Granicznej II linii „Lipiny”
- placówka Straży Granicznej II linii „Chorzów”
- placówka Straży Granicznej II linii „Katowice”